# Antirhea
Antirhea é um género botânico pertencente à família Rubiaceae.

## Espécies
- Antirhea aromatica
- Antirhea jamaicensis
- Antirhea portoricensis
- Antirhea radiata
- Antirhea sintenisii
- Antirhea tomentosa